# Філлмор (Нью-Йорк)
Філлмор (англ. Fillmore) — переписна місцевість (CDP) в США, в окрузі Аллегені штату Нью-Йорк. Населення — 596 осіб (2020).

## Географія
Філлмор розташований за координатами 42°28′1″ пн. ш. 78°6′39″ зх. д. / 42.46694° пн. ш. 78.11083° зх. д. (42.466951, -78.110703).  За даними Бюро перепису населення США в 2010 році переписна місцевість мала площу 2,11 км², уся площа — суходіл.

## Демографія
Згідно з переписом 2010 року, у переписній місцевості мешкали 603 особи в 246 домогосподарствах у складі 156 родин. Густота населення становила 285 осіб/км².  Було 292 помешкання (138/км²).
Расовий склад населення:
| - 98,7 % — білих - 1,0 % — корінних американців - 0,3 % — чорних або афроамериканців |

До двох чи більше рас належало 0,0 %. Частка іспаномовних становила 1,5 % від усіх жителів.
За віковим діапазоном населення розподілялося таким чином: 29,0 % — особи молодші 18 років, 54,7 % — особи у віці 18—64 років, 16,3 % — особи у віці 65 років та старші. Медіана віку мешканця становила 33,8 року. На 100 осіб жіночої статі у переписній місцевості припадало 91,4 чоловіків;  на 100 жінок у віці від 18 років та старших — 81,4 чоловіків також старших 18 років.
Середній дохід на одне домашнє господарство  становив 44 759 доларів США (медіана — 37 500), а середній дохід на одну сім'ю — 52 618 доларів (медіана — 39 732). За межею бідності перебувало 13,9 % осіб, у тому числі 26,8 % дітей у віці до 18 років та 17,4 % осіб у віці 65 років та старших.
Цивільне працевлаштоване населення становило 256 осіб. Основні галузі зайнятості: освіта, охорона здоров'я та соціальна допомога — 39,8 %, роздрібна торгівля — 12,9 %, виробництво — 10,9 %.